# Colondannes

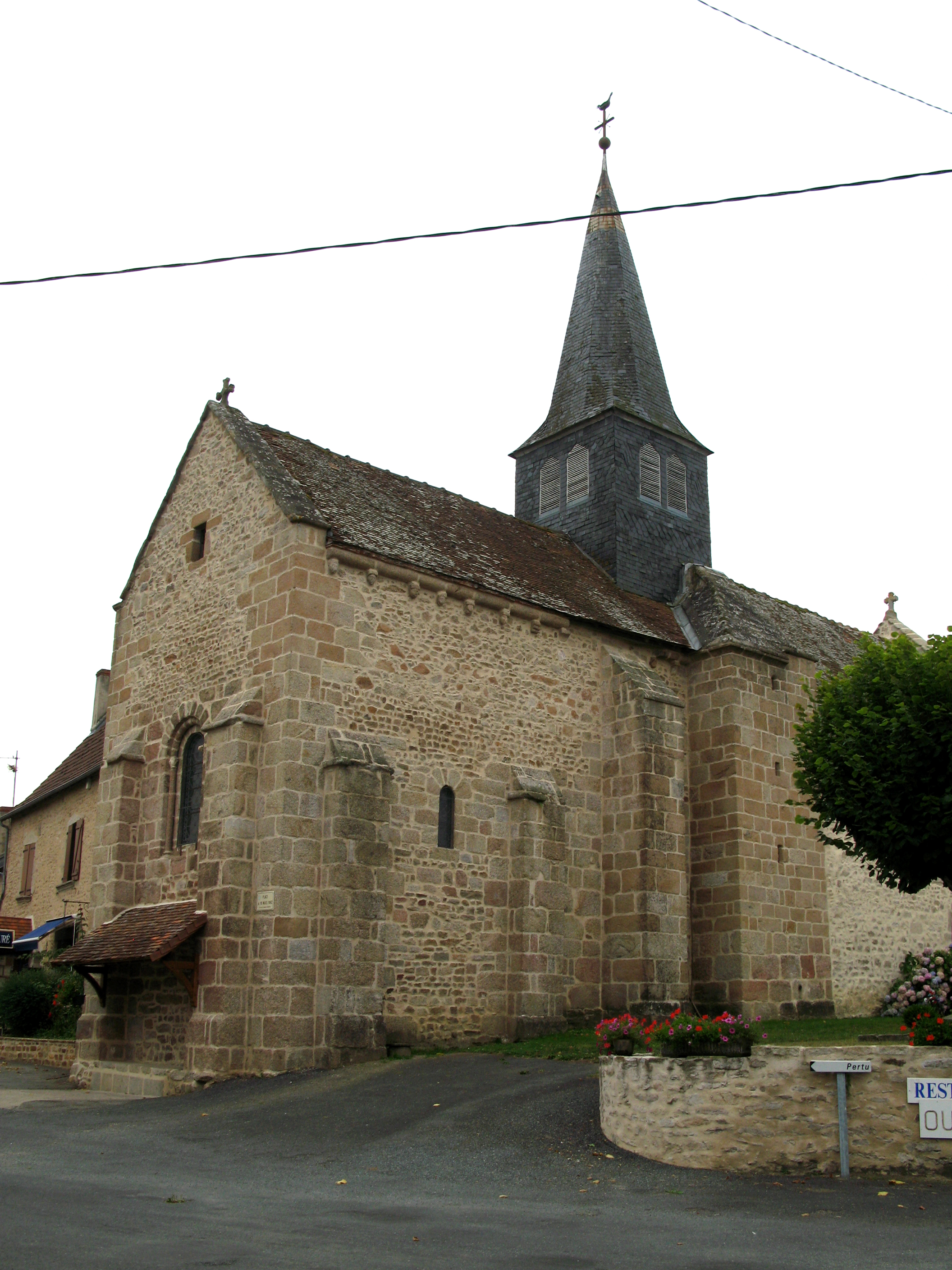
Kościół w Colondannes (2010)

Colondannes – miejscowość i gmina we Francji, w regionie Nowa Akwitania, w departamencie Creuse.
Według danych na rok 1990 gminę zamieszkiwało 347 osób, a gęstość zaludnienia wynosiła 32 osoby/km² (wśród 747 gmin Limousin Colondannes plasuje się na 327. miejscu pod względem liczby ludności, natomiast pod względem powierzchni na miejscu 540.).

## Populacja

Populacja Colondannes w latach 1962–2008